# O dzielnym krawczyku
O dzielnym krawczyku (niem. Das tapfere Schneiderlein) – niemiecka baśń ludowa, spisana po raz pierwszy przez braci Grimm i opublikowana w ich zbiorze Baśni w 1812 roku (tom 1, nr 20).

## Treść[1]
Pewien młody krawiec pracował w swoim warsztacie, kiedy zobaczył przez okno handlarkę sprzedającą dżem. Zawołał ją szybko do siebie i nabył cztery uncje. Kiedy zamierzał go zjeść na kromce chleba, przyleciało stado much i obsiadły ją. Krawczyk uderzył więc ścierką na oślep i okazało się, że zabił siedem much. Ucieszony wyszył na swoim pasie napis „siedmiu za jednym zamachem” i postanowił udać się w świat by wszyscy się dowiedzieli o jego potędze, która kładzie siedmiu przeciwników za jednym zamachem. Po drodze spotkał olbrzyma. Olbrzym potraktował go początkowo opryskliwie, ale jego pogarda zmieniła się w podziw, kiedy krawczyk dzięki swojemu sprytowi przekonał go, iż potrafi zabijać siedmiu wrogów za jednym zamachem. Olbrzym zaprosił go na nocleg do jaskini, którą zamieszkiwał z innymi olbrzymami. Olbrzymy postanowiły zabić go i obrabować, jednak obawiały się zaatakować człowieka powalającego siedmiu wrogów za jednym zamachem. Postanowiły zamordować go we śnie. Nocą jeden z olbrzymów uderzył łóżko i połamał je na pół. Jednak krawczyk tej nocy spał w rogu łóżka i ocalał. Kiedy wstał cały i zdrowy przerażone olbrzymy bojąc się jego zemsty rzuciły się do ucieczki. 
Krawczyk ruszył więc w dalszą drogę. Trafił do stolicy do pałacu króla. Kiedy dworzanie zobaczyli jego pas z napisem „siedmiu za jednym zamachem”, zawiadomili o tym króla. Ten zaproponował mu służbę w królewskiej armii. Krawczyk przyjął tę ofertę, został żołnierzem i otrzymał najlepszą ze wszystkich żołnierzy kwaterę. To wywołało zazdrość innych żołnierzy, którzy jednak bali się wystąpić oficjalnie przeciw potężnemu krawczykowi. Oświadczyli królowi, że albo wydali krawczyka, albo oni odejdą. Król, nie chcąc tracić tylu żołnierzy, a jednocześnie bojąc się siły krawczyka, wpadł na pewien pomysł. Zaproponował krawczykowi wykonanie trzech niebezpiecznych misji. Obiecał jednak, że jeśli misje się powiodą odda mu swoją córkę za żonę wraz z połową królestwa. Skrycie jednak liczył na to, że krawczyk zginie, a on pozbędzie się kłopotów z żołnierzami. Krawczyk bez wahania zgodził się wypełnić każde z zadań.
Najpierw miał sam pokonać dwa olbrzymy terroryzujące kraj. Krawczyk wywiązał się z tego zadania dzięki sprytowi. Wywołał kłótnię między obydwoma potworami i doprowadził do tego, że sami się pozabijali. Ponieważ nie było przy tym świadków, wszyscy byli przekonani, że sam ich pokonał dzięki swojej sile. Potem krawczyk otrzymał polecenie złapania żywcem groźnego jednorożca terroryzującego kraj. Także i z tego zadania wywiązał się doskonale. Udając ucieczkę skłonił zwierzę do pościgu, a kiedy było blisko uskoczył w bok i róg zwierzęcia wbił się w drzewo siłą rozpędu, unieruchamiając je i czyniąc bezbronnym i łatwym do złapania. Ostatnim zadaniem było pojmanie żywcem groźnego dzika. Także z tego zadania wywiązał się krawczyk dzięki sprytowi. Także tam udając ucieczkę skłonił zwierzę do pościgu, a te siłą rozpędu wpadło do wnętrza kaplicy, której drzwi krawczyk szybko zatrzasnął.
W tej sytuacji król musiał wywiązać się z obietnicy i dać krawczykowi córkę za żonę. Jednak młoda królowa nie chciała go za męża, gdyż usłyszała jak przez sen przyznaje, że jest tylko krawcem. Błagała ojca by nie wydawał ją za niego za mąż.
Król rozkazał wówczas dwóm sługom, by zaczaili się przed sypialnią krawczyka, związali go we śnie, załadowali na statek i wysłali w daleki świat. Jednak krawczyk został ostrzeżony przez przyjaciela na dworze o planowanym spisku i tej nocy udawał tylko, że śpi i mówi przez sen. Jego słowa brzmiały: „zabiłem siedmiu za jednym uderzeniem. Zabiłem dwóch olbrzymów. Przyprowadziłem jednorożca i dzika. Nie boję się więc tych co stoją za drzwiami”. Przerażeni słudzy rzucili się do ucieczki. Krawczyk poślubił córkę króla, a po śmierci ojca sam został królem do końca życia.

## Ekranizacje
- Baśnie braci Grimm (O dzielnym krawczyku - odcinek 19, seria 2) – japoński serial animowany z 1987 roku
- Baśnie Braci Grimm: Simsala Grimm (O dzielnym krawczyku - odcinek 1) – niemiecki serial animowany z 1999 roku
- O dzielnym krawczyku – niemiecki film z 2008 roku